# Mesochaete undulata
Mesochaete undulata är en bladmossart som beskrevs av Lindberg 1870. Mesochaete undulata ingår i släktet Mesochaete och familjen Rhizogoniaceae. Inga underarter finns listade i Catalogue of Life.